# Liste der Abgeordneten zum Oberösterreichischen Landtag (XXV. Gesetzgebungsperiode)
Diese Liste der Abgeordneten zum Oberösterreichischen Landtag (XXV. Gesetzgebungsperiode) listet alle Abgeordneten zum Oberösterreichischen Landtag in der XXV. Legislaturperiode (von 1997 bis 2003) auf. Die konstituierende Sitzung des Landtags fand am 31. Oktober 1997 statt.
Nach der Landtagswahl in Oberösterreich 1997 entfallen von den 56 Mandaten 25 auf die ÖVP, 16 auf die SPÖ, 12 auf die FPÖ und 3 auf Die Grünen Oberösterreich.
| Name                        | Fraktion | Anmerkung                                         |
| --------------------------- | -------- | ------------------------------------------------- |
| Anschober Rudolf            | Grüne    |                                                   |
| Baumann-Rott Ernestine      | ÖVP      |                                                   |
| Bernhofer Friedrich         | ÖVP      |                                                   |
| Bodingbauer Manfred         | FPÖ      | 3. Präsident des Landtags                         |
| Brandmayr Josef             | ÖVP      |                                                   |
| Brunmair Josef              | FPÖ      |                                                   |
| Eidenberger Josef           | SPÖ      |                                                   |
| Eisenrauch Anna             | ÖVP      |                                                   |
| Eisenriegler Doris          | Grüne    |                                                   |
| Entholzer Walter            | ÖVP      |                                                   |
| Fill Josef                  | ÖVP      |                                                   |
| Fösleitner Germana          | ÖVP      |                                                   |
| Forstinger Monika           | FPÖ      | bis 14. November 2000                             |
| Frais Karl                  | SPÖ      |                                                   |
| Freundlinger Elisabeth      | ÖVP      |                                                   |
| Gumpinger Otto              | ÖVP      |                                                   |
| Höretzeder Norbert          | FPÖ      | ab 14. November 2000                              |
| Haimbuchner Lambert         | FPÖ      |                                                   |
| Haselsteiner Kornelia       | FPÖ      | ab 6. März 2003 (Ersatz für Günther Steinkellner) |
| Haslmayr-Grassegg Erika     | FPÖ      | ab 25. April 2003                                 |
| Herndl Johann               | ÖVP      | ab 6. Juli 2000                                   |
| Hingsamer Johann            | ÖVP      |                                                   |
| Hofmann Ludwig              | SPÖ      |                                                   |
| Holter Gerd                 | FPÖ      |                                                   |
| Hüttmayr Anton              | ÖVP      |                                                   |
| Jachs Maria Christine       | ÖVP      |                                                   |
| Kapeller Helmut             | SPÖ      |                                                   |
| Kreßl Martin                | FPÖ      |                                                   |
| Kroismayr Franz             | FPÖ      |                                                   |
| Lauss Karl                  | ÖVP      |                                                   |
| Lindinger Ewald             | SPÖ      |                                                   |
| Makor-Winkelbauer Christian | SPÖ      |                                                   |
| Moser Helga                 | FPÖ      |                                                   |
| Obermüller Franz            | ÖVP      | ab 6. Juli 2000                                   |
| Orthner Angela              | ÖVP      |                                                   |
| Peutlberger-Naderer Gisela  | SPÖ      |                                                   |
| Pilsner Erich               | SPÖ      |                                                   |
| Prinz Rudolf                | SPÖ      |                                                   |
| Pühringer Martina           | ÖVP      |                                                   |
| Rodek Peter                 | ÖVP      | ab 6. Juli 2000                                   |
| Schenner Arnold             | SPÖ      |                                                   |
| Schmidt Kordula             | SPÖ      | ab 2. Dezember 1999                               |
| Schreiberhuber Gertrude     | SPÖ      |                                                   |
| Schürrer Wolfgang           | ÖVP      |                                                   |
| Sigl Viktor                 | ÖVP      | bis 6. Juli 2000                                  |
| Stanek Wolfgang             | ÖVP      |                                                   |
| Steinkellner Günther        | FPÖ      |                                                   |
| Steinkogler Josef           | ÖVP      |                                                   |
| Stelzer Thomas              | ÖVP      |                                                   |
| Stockinger Josef            | ÖVP      |                                                   |
| Strugl Michael              | ÖVP      | ab 8. November 2001                               |
| Sulzbacher Fritz            | SPÖ      |                                                   |
| Trübswasser Gunther         | Grüne    |                                                   |
| Tusek Gerhard               | ÖVP      |                                                   |
| Walch Maximilian            | FPÖ      | bis Dezember 2002                                 |
| Watzl Erich                 | ÖVP      |                                                   |
| Weichsler Gerda             | SPÖ      | 2. Präsidentin des Landtags                       |
| Weinberger Franz            | ÖVP      |                                                   |
| Weinzinger Lutz             | FPÖ      |                                                   |
| Weixelbaumer Arnold         | ÖVP      |                                                   |
| Wimleitner Karl             | FPÖ      |                                                   |
| Wohlmuth Brigitte           | SPÖ      |                                                   |
| Ziegelböck Hermine          | ÖVP      |                                                   |